# 野畑凌
野畑 凌（のばた りょう、2004年10月12日 - ）は、地方競馬の川崎競馬場佐藤博紀厩舎所属の騎手である。地方競馬教養センター騎手課程第103期生。勝負服の柄は胴赤、白右襷・そで赤、白星散。

## 来歴
2022年4月1日付けで地方競馬騎手免許を取得し、川崎競馬場の佐藤博紀厩舎所属としてデビュー。同年4月4日、川崎競馬第2競走、サラ3歳200万未満条件戦にてマニフィックブリエ号に騎乗し初騎乗（10頭立て、8番人気3着）。同年4月7日、川崎競馬第5競走、C3四組五組六組条件戦においてボルドーアラン号に騎乗し、18戦目で初勝利を挙げる（12頭立て10番人気）。
2023年7月10日、第6回大井1日目第5競走、C2十組十一組条件戦においてジョーヌヴェール号に騎乗し、地方競馬通算100勝を達成。
2023年12月16日、第5回中山5日目第7競走、ヤングジョッキーズファイナルラウンド中山第1戦においてラエール号に騎乗し、JRA初勝利。
2023年12月31日、第47回東京2歳優駿牝馬競走をローリエフレイバー号で制し、重賞初勝利を挙げる。
2024年4月3日、第1回川崎3日目第1競走、サラ3歳牝馬限定500ポイント未満条件戦においてエレノーラ号に騎乗し、地方競馬通算200勝を達成。

## 主な騎乗馬
- ローリエフレイバー（2023年東京2歳優駿牝馬、2024年ロジータ記念）
- エレノーラ（2024年留守杯日高賞）